# ジャウハル
ジャウハル・アッ＝シィキッリー（جوهر الصقلي Jawhar al-Siqillī, ? - 992年）は、ファーティマ朝の将軍。現代エジプト方言ではゴーハル。第4代カリフのムイッズに仕え、エジプトを征服してカイロを建設した。
ジャウハルはシチリア島で正教会のキリスト教徒として生まれ、奴隷としてイフリーキヤ（現在のチュニジア）に送られてこの地を支配するファーティマ朝のカリフに仕えた。やがて出世した彼は第3代カリフ、マンスールの秘書に取り立てられ、さらにマンスールの子ムイッズが即位すると、カリフの深い信任を受け、軍の指揮を委ねられた。ムイッズの即位から5年後の958年には西方への遠征を率い、アンダルス（イベリア半島）の後ウマイヤ朝が支配する北モロッコを席捲して大西洋まで達した。この遠征により、後ウマイヤ朝はアフリカ側にモロッコ北海岸のセウタとタンジェしか維持できないほどの打撃を受けた。
969年にはエジプトを支配するイフシード朝の混乱に乗じ、ベルベル人やシチリア人からなる10万の兵を率いてエジプトに向かった。ジャウハルはまずエジプト北西の港湾都市アレクサンドリアを包囲して無条件で屈服させた。ついで全軍はナイル川に沿って南下し、首都フスタート（現在のカイロ）に迫った。フスタートにいるイフシード朝の支配層はすぐに抵抗する意欲を失い、ジャウハルに無条件降伏した。969年8月5日、フスタートの手前で最後の抵抗を試みたイフシード朝軍の残党を破ったファーティマ朝軍はフスタートに入城した。ジャウハルは抵抗しなかった全ての官僚、イスラム指導者（ウラマー）、市民に安全と財産の保障を宣言し、イスマーイール派を奉ずるファーティマ朝の支配のもとでもスンナ派の信仰を続けることを認めた。
ジャウハルはフスタートを占領し、イフシード朝を滅ぼすとすぐに、フスタートのすぐ北東にカリフを迎えるための新都の建造を始めた。ナイル川に面した河港の政治都市フスタートに対して、そのやや内陸に四角の城壁に囲まれるようにつくられ、カリフと官僚、軍人が住んだこの計画的政治都市はカーヒラ（「勝利」）と名づけられた。これが現在のカイロの起源である。4年がかりで行われた新都の建設と平行して、970年にはカリフのためのモスクとなるアズハル・モスクの建設が着工した。カイロ完成後の973年、イフリーキヤからムイッズが移り、ファーティマ朝の東遷が完了する。
ジャウハルはその間にもシリア方面に進出してパレスチナ、エルサレムを征服し、カルマト派の侵攻を撃退するが、のちにムイッズの不興を買って失脚した。ムイッズの死後、ジャウハルはその子のアズィーズによって登用されるが、シリアへの遠征に失敗して再び政治から遠ざけられ、そのまま死去した。